# Tiporus undecimmaculatus
Tiporus undecimmaculatus är en skalbaggsart som först beskrevs av Clark 1862.  Tiporus undecimmaculatus ingår i släktet Tiporus och familjen dykare. Inga underarter finns listade i Catalogue of Life.